# Степурино (Грязовецкий район)
Степурино — деревня в Грязовецком районе Вологодской области.
Входит в состав Юровского муниципального образования, с точки зрения административно-территориального деления — в Юровский сельсовет.
Расстояние по автодороге до районного центра Грязовца — 14 км, до центра муниципального образования Юрово — 6 км. Ближайшие населённые пункты — Хаймино, Дуденево, Анопино.
По переписи 2002 года население — 241 человек (113 мужчин, 128 женщин). Преобладающая национальность — русские (98 %).
С 1882 по 1888 год настоятелем степуринской Христорождественской церкви был Николай Быстров, в будущем архиепископ Архангельский и Холмогорский Антоний, в 2006 году решением Священного синода Русской православной церкви канонизированный в лике священномученика.